# Красноселье (Полтавская область)
Красноселье (укр. Красносілля) — село,
Бреусовский сельский совет,
Козельщинский район,
Полтавская область,
Украина.
Код КОАТУУ — 5322080403. Население по переписи 2001 года составляло 87 человек.

## Географическое положение
Село Красноселье находится на расстоянии в 1,5 км от сёл Бреусовка и Винники.